# Nossa Senhora de La Salette
Nossa Senhora de La Salette (em francês Notre-Dame de La Salette) é a invocação dada à Virgem Maria nas suas aparições na montanha de La Salette, departamento de Isère, na região dos Alpes franceses.
De acordo com os relatos existentes, Nossa Senhora terá aparecido a 19 de setembro de 1846 a duas crianças: Maximin Giraud, com 11 anos de idade, e Mélanie Calvat, com 15 anos.
A veneração a Nossa Senhora de La Salette floresceu no século XX e, assim como Nossa Senhora de Lourdes (1858), Nossa Senhora de Fátima (1917) e Nossa Senhora das Lágrimas (1930), continua a ser uma das mais famosas aparições da Virgem Maria na idade contemporânea. Possui fortes ligações com essas três aparições marianas através da linha do tempo do segredo de La Salette, e confirmada nas recomendações dadas em Lourdes, nos acontecimentos em Fátima e nas mensagens reveladas em Campinas.

## A primeira aparição

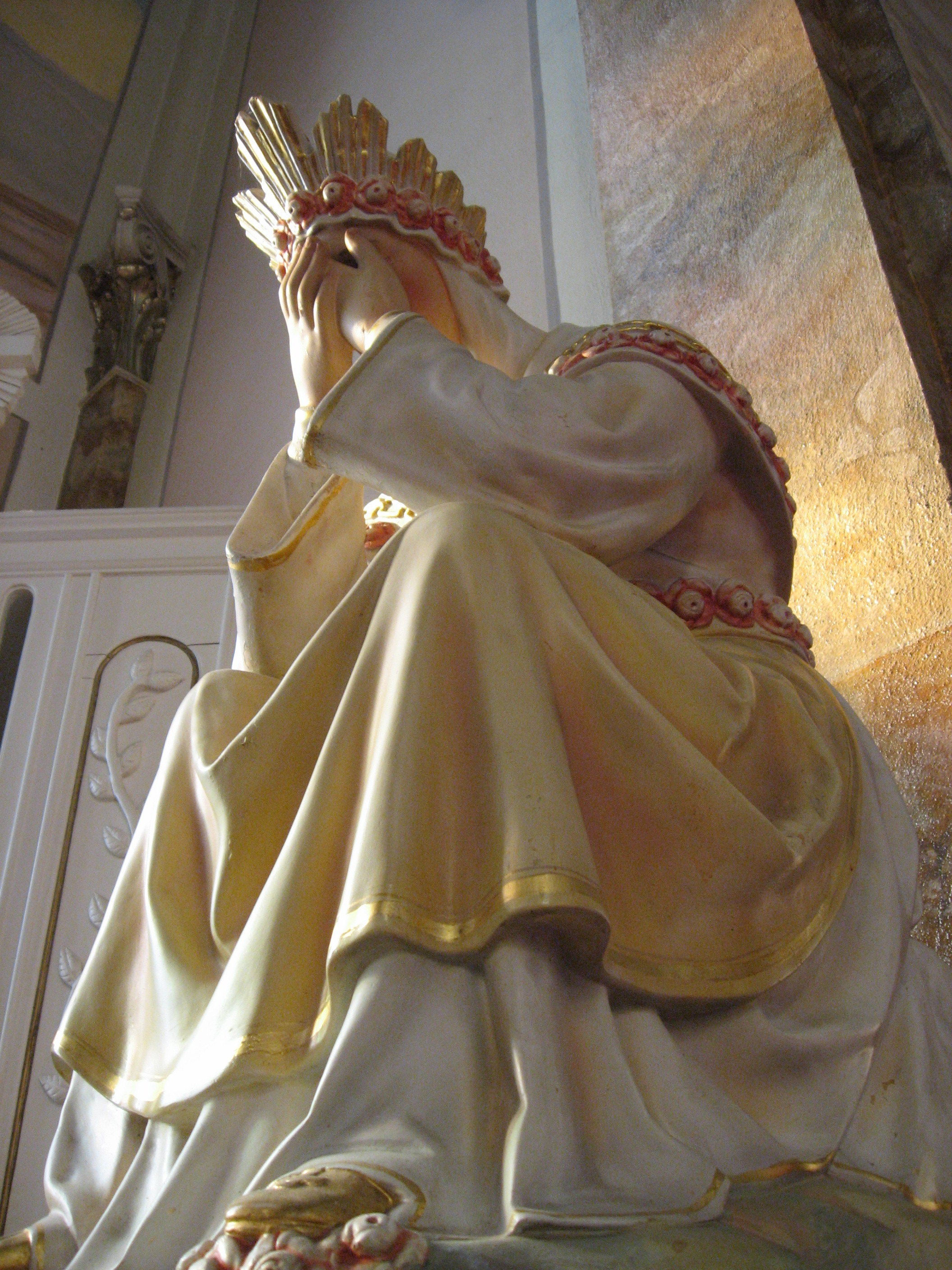
A imagem Nossa Senhora de La Salette a chorar, tal como os videntes a encontraram na Sua primeira aparição.

Os dois pastorinhos – Maximin Giraud e Mélanie Calvat – tiveram uma visão da Virgem Maria numa montanha perto de La Salette, França, a 19 de Setembro de 1846, por volta das 15 horas. Fazia muito sol.
Maximin Giraud e Mélanie Calvat haviam recebido apenas uma educação muito limitada.
A aparição consistia em três fases diferentes. As crianças viram, numa luz resplandecente, uma bela dama em um estranho costume, falando alternadamente em francês e no dialeto local do occitano. Ela estava sentada sobre uma pedra, e as crianças relataram que a "Belle Dame" estava triste e chorando, com seu rosto descansando em suas mãos. A bela senhora pôs-se de pé. E disse: "Vinde, meus filhos, não tenhais medo, aqui estou para vos contar uma grande novidade!"

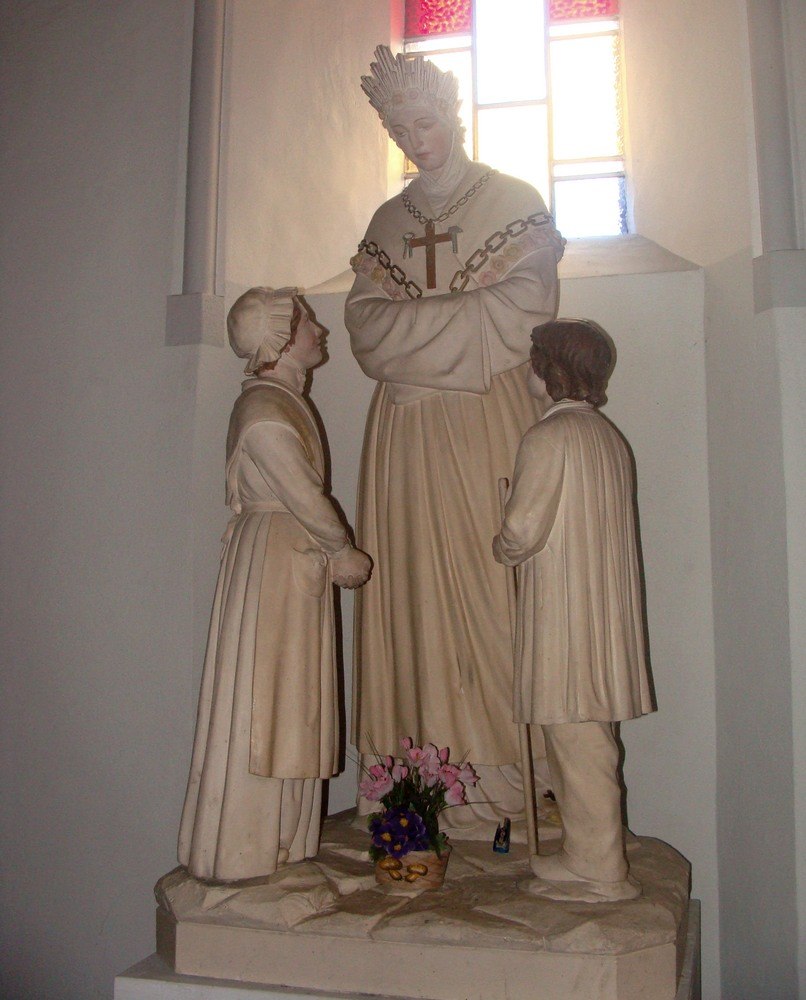
Estátua da Virgem de La Salette.

"Se meu povo não se quer submeter, sou forçada a deixar cair o braço de meu Filho. É tão forte e tão pesado que não o posso mais."
"Há quanto tempo sofro por vós."
"Dei-vos seis dias para trabalhar, reservei-me o sétimo, e não o querem conceder! É isso que torna tão pesado o braço de meu Filho."
"E também os carroceiros não sabem jurar sem usar o nome de meu Filho. São essas as duas coisas que tornam tão pesado o Seu braço."
"Se a colheita for perdida a culpa é vossa (...) Orai bem, fazei o bem."
"Se a colheita se estraga, e só por vossa causa, Eu vo-lo mostrei no ano passado com as batatinhas: e vós nem fizestes caso! Ao contrário, quando encontráveis batatinhas estragadas, blasfemáveis usando o nome de meu Filho. Elas continuarão assim e, neste ano, para o Natal, não haverá mais."
Então, as crianças descem até a Bela Senhora. Ela não parava de chorar. Segundo os relatos das crianças a Senhora era alta e toda de luz. Vestia-se como as mulheres da região: vestido longo, um grande avental, lenço cruzado e amarrado às costas, touca de camponesa. Rosas coroavam sua cabeça, ladeavam o lenço e ornavam seu calçado. Em sua fronte a luz brilhava como um diadema. Sobre os ombros carregava uma pesada corrente. Uma corrente mais leve prendia sobre o peito um crucifixo resplandecente, com um martelo de um lado, e de outro uma torquês. Assim a bela senhora falou em segredo a Maximin e depois a Mélanie. 

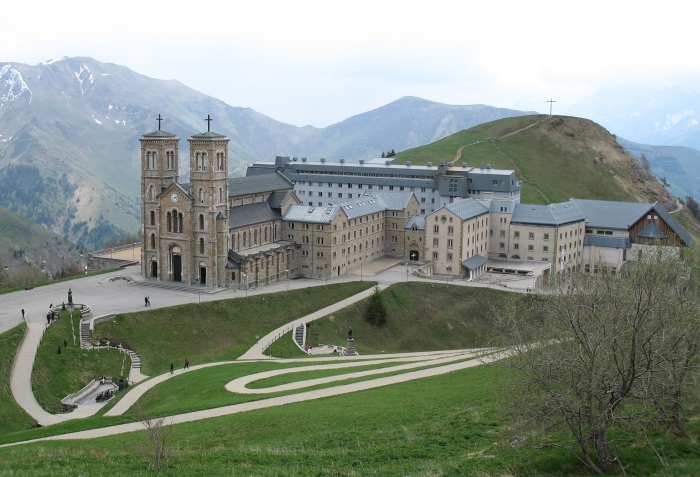
Vista panorâmica do Santuário de Nossa Senhora de La Salette nas montanhas dos Alpes franceses.

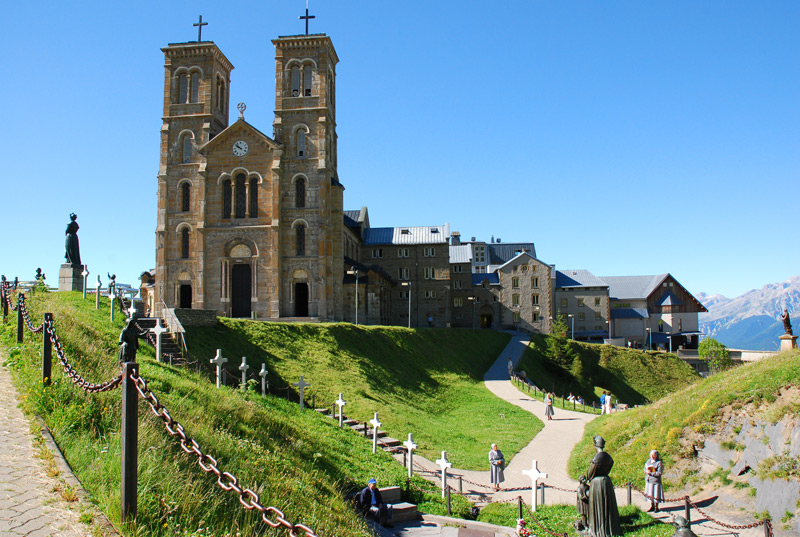
A Basílica de Nossa Senhora de La Salette.

E novamente, os dois em conjunto ouvem as seguintes palavras: "Se converterem, as pedras e rochedos se transformarão em montões de trigo, e as batatinhas serão semeadas nos roçados"
E a Bela Senhora conclui, não mais em patois, e sim em francês:
"Pois bem, meus filhos, transmitireis isso a todo o meu povo."
Terminou assim a aparição. Segundo as crianças ela andava, mas as plantas de seus pés não esmagavam a relva, quase não dobravam os talos. Mélanie correu e a contemplou de novo lá no alto. E depois, segundo ela, viu o rosto e a figura da Senhora desaparecendo à medida que a luminosidade aumentava.

## Os Apóstolos dos Últimos Tempos

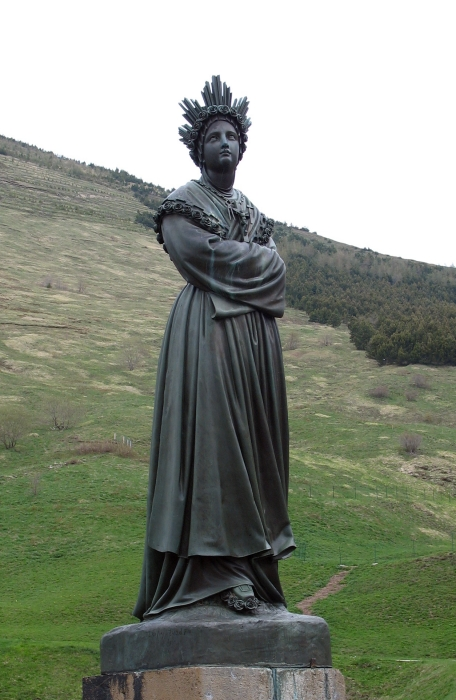
Nas suas aparições em La Salette, Nossa Senhora, tal como São Luís Maria Grignion de Montfort, falou dos Apóstolos dos Últimos Tempos.

São Luís Maria Grignion de Montfort, na sua obra "Tratado da Verdadeira Devoção à Santíssima Virgem Maria", profetizou o surgimento futuro daqueles a que o próprio santo chamou de "Apóstolos dos Últimos Tempos" e que viriam a ser confirmados, mais tarde, durante as aparições de Nossa Senhora em La Salette.
Durante a aparição de 19 de Setembro de 1846, decorrida na montanha de La Salette, Nossa Senhora, após dar o segredo, ditou à vidente Mélanie Calvat, palavra por palavra, uma regra para que se fundasse uma ordem religiosa com o nome de "Ordem da Mãe de Deus" e que se destinaria aos "Apóstolos dos Últimos Tempos".
No dia 3 de Outubro de 1876, num interrogatório, Mélanie Calvat revelou ao Padre F. Bliard: "Esta ordem abrangerá: 1.º - Padres, que serão os Missionários da Santíssima Virgem e os Apóstolos dos Últimos Tempos; 2.º - Irmãs religiosas que dependerão dos Missionários; 3.º - Fiéis de vida secular que se queiram associar à obra. A finalidade desta nova ordem religiosa é a de trabalhar-se mais eficazmente na santificação do clero, na conversão dos pecadores e a de propagar o reino de Deus na terra inteira. As religiosas, tal como os missionários, são chamadas a trabalhar com zelo na salvação das almas pela oração e pelas obras de misericórdia corporais e espirituais. Quanto ao espírito da ordem, este deve ser o espírito dos primeiros apóstolos. A Santíssima Virgem caracterizou suficientemente este espírito, seja na regra que Ela me deu, seja no apelo aos Apóstolos dos Últimos Tempos em que finda o segredo".
Em relação aos "Apóstolos dos Últimos Tempos", Nossa Senhora de La Salette disse:
| “ | Eu dirijo um urgente apelo à Terra; chamo os verdadeiros discípulos do Deus Vivo que reina nos Céus; chamo os verdadeiros imitadores de Cristo feito Homem, o único e verdadeiro salvador dos homens; chamo os meus filhos, os meus verdadeiros devotos, aqueles que já se me consagraram a fim de que vos conduza ao meu Divino Filho; os que, por assim dizer, levo nos meus braços, os que têm vivido do meu Espírito; finalmente, chamo os Apóstolos dos Últimos Tempos, os fiéis discípulos de Jesus Cristo que têm vivido no desprezo do mundo e de si próprios, na pobreza e na humildade, no desprezo e no silêncio, na oração e na mortificação, na castidade e na união com Deus, no sofrimento e no desconhecimento do mundo. Já é hora de que saiam e venham iluminar a Terra. Ide e mostrai-vos como filhos queridos meus. Eu estou convosco e em vós sempre que a vossa fé seja a luz que alumie, e nesses dias de infortúnio, que o vosso zelo vos faça famintos da glória de Deus e da honra de Jesus Cristo. | ” |

No mesmo dia 19 de Setembro de 1846, Mélanie teve uma visão: "Vejo os Apóstolos dos Últimos Tempos com os seus hábitos. Ele parece-se mais ou menos ao dos sacerdotes dos seus tempos. Numa extremidade da cinta encontram se estas três letras em encarnado: M.P.J. (Mourir pour Jesus - Morrer por Jesus), na outra extremidade as seguintes três letras em azul: E.D.M. (Enfant de Marie - Filho de Maria)".

## A Regra da Ordem da Mãe de Deus

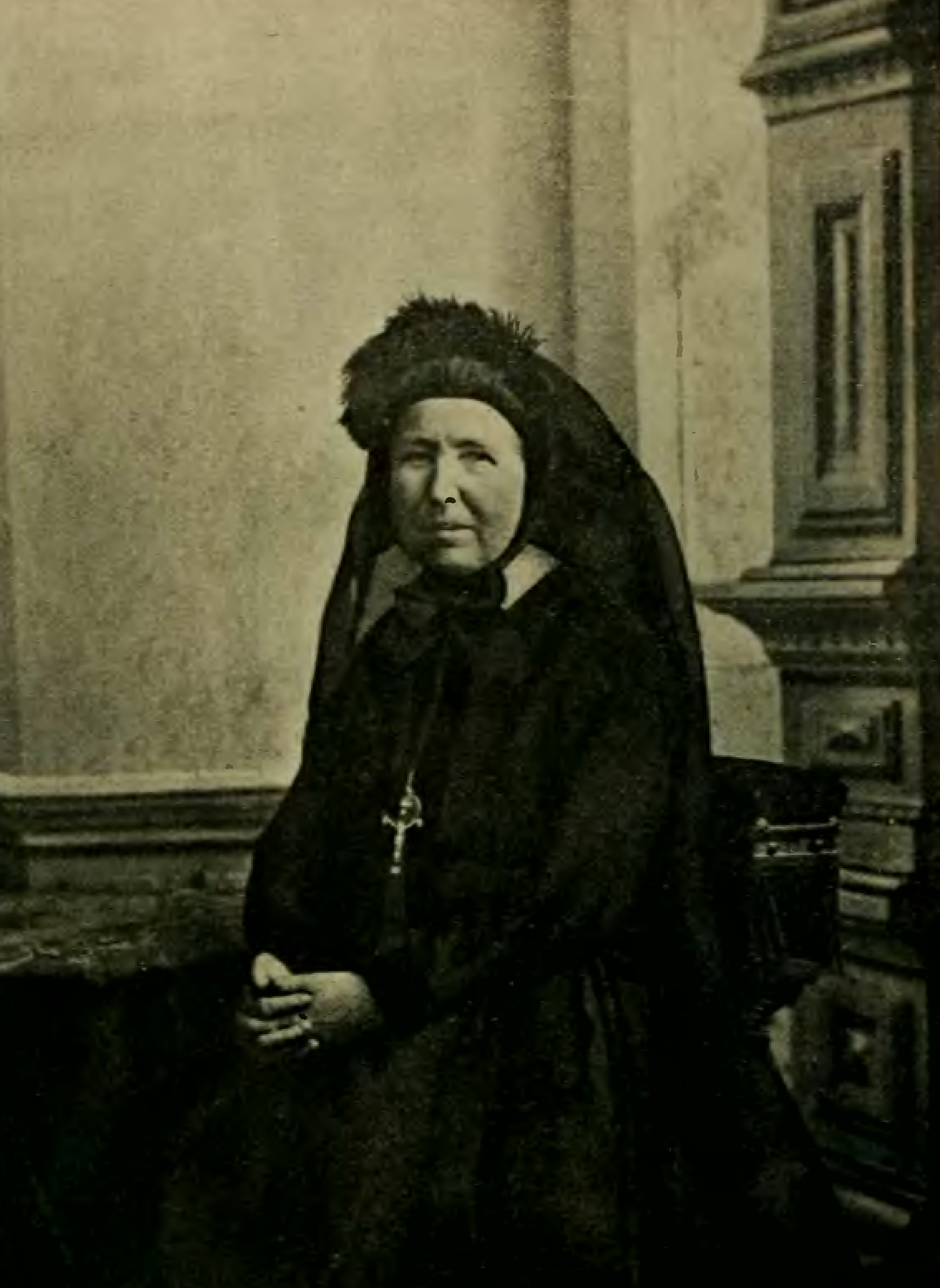
Mélanie Calvat já como freira e com o nome de Irmã Maria da Cruz.

Nossa Senhora de La Salette disse a Mélanie, no dia 19 de Setembro de 1846: "Mélanie, o que direi agora não será segredo; será a regra que fareis seguir às minhas filhas que estarão aqui quando a regra for aprovada pelos superiores. Os meus missionários seguirão a mesma regra:
- 1. Os membros da ordem da Mãe de Deus amarão Deus sobre todas as coisas e o seu próximo como si próprios unicamente pelo amor de Deus.
- 2. O espírito desta ordem não será outro que o próprio espírito de Jesus Cristo e o espírito de Jesus Cristo nas almas.
- 3. Os membros desta ordem se aplicarão a estudar e imitar Jesus Cristo, e quanto mais Jesus será conhecido, mais eles se humilharão à vista do seu nada, da sua fraqueza, da sua incapacidade de fazer um bem real nas almas sem ajuda da divina graça.
- 4. E terão uma obediência perfeita em tudo e em qualquer parte.
- 5. Cada um deles conservará perfeitamente casto o seu corpo e espírito para que Jesus Cristo faça a Sua morada neles.
- 6. Os membros desta ordem terão um só coração e uma só alma em Jesus Cristo.
- 7. Nenhum deles terá qualquer propriedade, nem ambicionará qualquer coisa passageira, mas tudo será propriedade comum. Quero que todos os meus filhos se desnudem totalmente de bens passageiros, sejam despojados de tudo.
- 8. Terão uma grande caridade sem limites; sofrerão tudo de todos ao exemplo do seu divino mestre e não farão sofrer ninguém.
- 9. Os membros da ordem obedecerão ao seus superiores e lhes renderão a honra e o respeito devidos com uma grande simplicidade do coração.
- 10. A superiora vigiará com docilidade sobre a observação da regra. De tempo em tempo, ela consultará o padre missionário que cuidará das vossas almas. Ela será a mais humilde e será mais severa contra si mesma do que contra as outras. Ela corrigirá as faltas das suas filhas com grande docilidade e prudência. Ela elevará sempre a sua alma a Deus antes de corrigir.
- 11. Haverá no santuário exposto o Santíssimo Sacramento de dia e noite, durante os meses de Setembro, Fevereiro e Maio, onde a felicidade dos membros da ordem consistirá de passar felizes horas quanto a caridade e a salvação das almas o permitir.
- 12. Levarão uma vida interior, portanto laboriosa, unindo a vida contemplativa à vida ativa; sacrificarão-se e farão-se vítimas de Jesus e de Jesus crucificado.
- 13. Receberão cotidianamente o pão de vida com muita piedade. Podereis no entanto recusar a comunhão a qualquer membro quando vereis, que ele não segue os passos de Jesus crucificado.
- 14. Fora dos jejuns prescritos pela Igreja, eles jejuarão também durante os meses de Setembro, Fevereiro e Maio. Servirão-se de uns instrumentos de penitência. Aqueles que por fraqueza não puderem fazer obras de expiação, oferecerão com docilidade e humildade esta enfermidade a Jesus Cristo.
- 15. Jejuarão e farão qualquer penitência todas as sextas-feiras. Todas estas obras serão oferecidas pelas almas do purgatório, em favor da conversão e pelo progresso próprio no amor de Deus.
- 16. Os membros da ordem serão muito dóceis e humildes perante pessoas seculares e receberão-los com grande bondade. Os que serão os mais humildes terão o primeiro lugar no coração de Jesus e no meu.
- 17. Os membros não terão que um só coração e uma só alma, ninguém agarrar-se-á à própria vontade.
- 18. Serão de uma pureza angélica e observarão uma grande modéstia perante todos e em toda a parte.
- 19. Todos guardarão um silêncio profundo, evitando com cuidado conversas inúteis com estranhos.
- 20. As pessoas que quiserem ser recebidas nesta ordem, terão a intenção sincera de se dar a Deus inteiramente e de se sacrificar pelo Seu amor. Aplicarão-se bem à obediência, que as conduzirá ao Céu.
- 21. Não serão admitidos entre os postulantes antes de terem feitos exercícios espirituais de doze dias, durante os quais terão feitos uma confissão geral ao padre missionário, confessor da comunidade. Se estiverem dispostos a trabalhar com todas as suas forças na sua própria santificação e a adquirir as virtudes próprias a uma vítima disposta a se imolar cada dia pelo Deus do céu e da terra, serão recebidos no noviciado e após três meses receberão o hábito da ordem. E não devem esquecer que foram recebidos na casa da Mãe de Deus exclusivamente para trabalhar na sua santificação pela oração, pela penitência e por todas as obras que dizem respeito à glória de Deus e à salvação das almas.
- 22. Meus missionários serão os apóstolos dos últimos tempos; pregarão o Evangelho de Jesus Criso em toda a sua pureza por toda a terra.
- 23. Terão um zelo infatigável, pregarão a emenda dos corações, a penitência e a observação da lei de Deus; pregarão sobre a necessidade da oração, sobre o menosprezo da coisas da terra, sobre a morte, o julgamento, o paraíso e o inferno, sobre a vida, a morte e a ressurreição de Jesus Cristo. Fortificarão as pessoas na fé para que, quando o demônio vier, muitos não sejam enganados.
- 24. Formar-se-á bem as novas pessoas nas virtudes cristãs e na prática da humildade, da caridade, da renúncia e da docilidade.
- 25. O noviciado será de seis anos. Aqueles que terão dado a prova de sólidas virtudes e que queiram se juntar aos combatentes de Jesus Cristo nesta ordem, pedirão de joelhos à superiora esta graça; e após o que tereis feito conhecido as suas obrigações dentro da regra que Eu vos dou; se eles prometerem observá-la fielmente, receber-los-ei.
- 26. A oração se fará de comum no santuário, à hora que convier, que sera estabelecida.
- 27. Comer-se-á no refeitório o que seja necessário para sustentar a vida e para trabalhar para a glória de Deus; ao mesmo tempo que o corpo receber o que lhe convier durante a refeição a alma sera fortificada por uma leitura santa.
- 28. Ter-se-á o maior cuidado com os membros enfermos e doentes.
- 29. Se um membro ofender a um outro membro por palavras ou outros atos, deverá emendar a sua falta o mais breve possível.
- 30. Todos os membros desta ordem farão uma genuflexão cada vez que passarem diante do tabernáculo onde se encontra Jesus Cristo.
- 31. Cada vez que as pessoas se encontrarem, uma dirá "Que Jesus seja amado por todos os corações!" e a outra responderá: "Assim seja!"
- 32. As religiosas recitarão o ofício como as religiosas de Corenc perto de Grenoble; também o capítulo e as outras práticas se farão como lá.
- 33. Todos os membros trarão uma cruz como a minha".

## O difícil reconhecimento eclesial

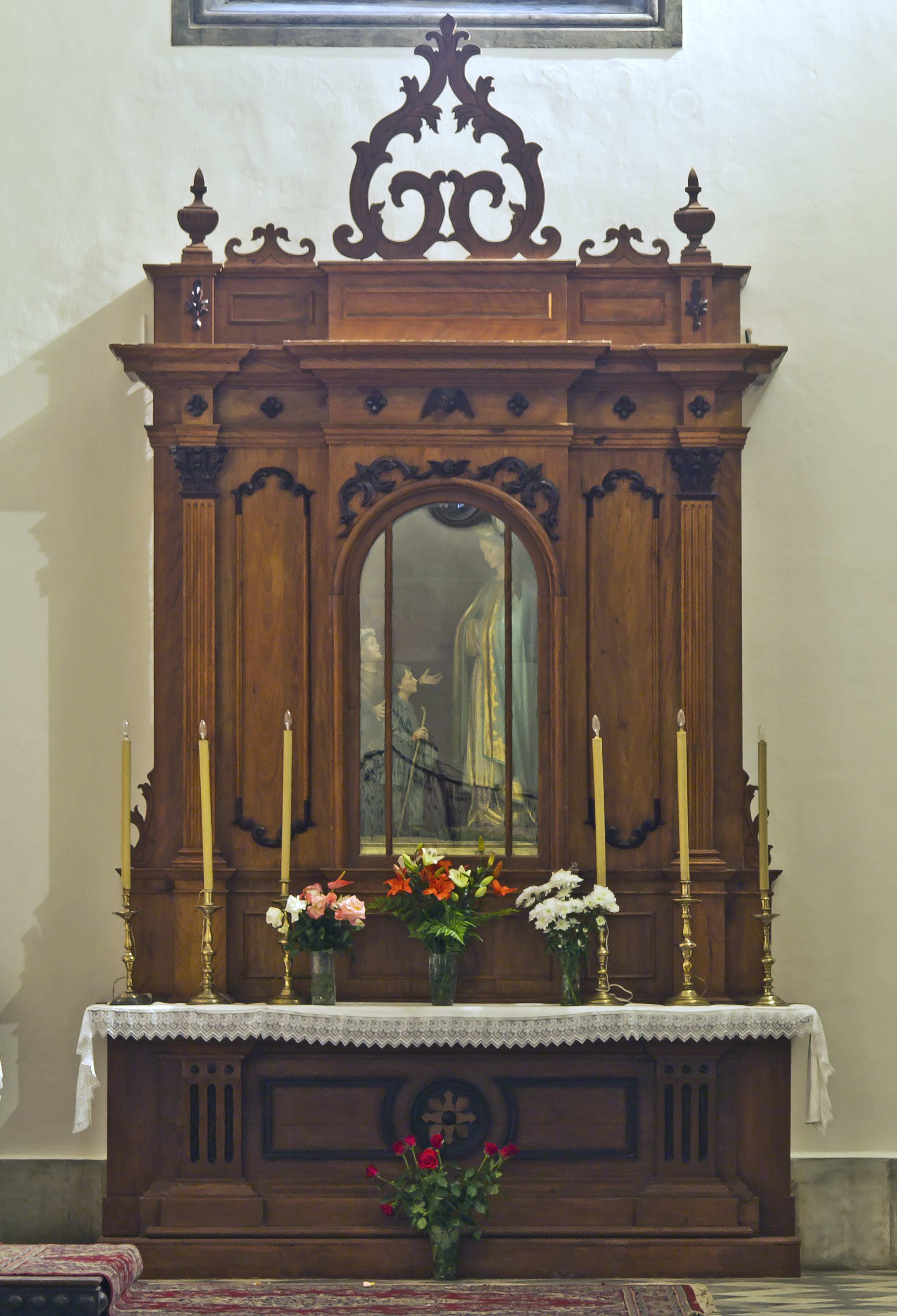
Altar de Nossa Senhora de La Salette na Catedral de San Cristóbal de La Laguna em Tenerife (Espanha).

Em 7 de Julho de 1847, o bispo de Grenoble pediu aos cânones Pierre-Joseph Rousselot e  André Berthier — ambos professores no Seminário Maior da cidade — que conduzissem uma investigação aprofundada da aparição, e escrevessem um relatório completo sobre a mesma. Este relatório foi concluído em 15 de outubro de 1847.
Em novembro de 1847, o bispo apresentou o relatório a uma comissão de inquérito constituída por dezesseis especialistas, sob a sua presidência.
Houve um total de oito conferências, que ocorreram em 8, 15, 16, 17, 22 e 29 de Novembro e 6 e 13 de Dezembro de 1847. Durante duas das sessões, Mélanie e Maximin estiveram presentes e foram questionados sobre o que viram.
Quanto à votação final, doze dos dezesseis membros apoiaram a veracidade da aparição. Três dos doze membros tinham dúvidas em relação a alguns de seus elementos. Um membro, Jean-Pierre Cartellier, manifestou certeza de que a aparição fosse falsa. Assim que a comissão concluiu suas deliberações, o relatório foi aprovado.
O relatório foi então publicado por Pierre Joseph Rousselot em 26 de Junho de 1848. Foi enviado ao Papa Pio IX em agosto do mesmo ano. As conclusões do relatório foram aceites pela Santa Sé. No entanto, houve resistência dentro da hierarquia da Igreja na França, que buscava um apaziguamento com as autoridades. As dúvidas não desapareciam totalmente, já que o Cardeal de Bonald não acreditava na veracidade da aparição. Este, então, exigiu que as crianças lhe contassem os segredos que a Virgem havia-lhes confiado, sob o falso pretexto de possuir um mandato papal.
A 2 de Julho de 1851, as crianças escreveram sobre a aparição e os segredos que a Virgem Maria havia-lhes comunicado. Mélanie, que escrevera seu texto no convento das Irmãs da Providência de Corenc, disse que só havia escrito uma breve versão do segredo, e insistiu para que ambos os textos fossem diretamente entregues ao Papa. Sob essas condições, dois representantes foram enviadas a Roma. O texto dos dois segredos foram ambos entregues ao Papa Pio IX em 18 de julho de 1851.
A 19 de Setembro de 1851, quinto aniversário da aparição, esta foi aprovada oficialmente em carta pastoral do bispo diocesano, sob o título "Nossa Senhora de La Salette".

## As profecias da Virgem
O tema central das mensagens da Virgem para a humanidade foi que deveriam livrar-se do pecado mortal e fazer penitência, ou sofreriam terríveis sofrimentos.
A Virgem Maria predisse eventos futuros da sociedade e da Igreja. O cumprimento destas previsões foi também visto como uma das indicações da veracidade da aparição nas investigações que se seguiram à aparição.
No que diz respeito à sociedade, a Virgem Maria previu que a colheita seria completamente fracassada. Em Dezembro de 1846, a maior parte das camadas populares foi atingida por doenças e, em 1847, uma fome assola a Europa, resultando na perda de cerca de um milhão de vidas, sendo cem mil só na França. A Cólera se tornou prevalente em várias partes da França e custou a vida de muitas crianças. O desaparecimento da Segunda República Francesa, com a Guerra franco-prussiana (1870-1871) e a revolta da Comuna de Paris de 1871 foram igualmente previstos.
No que diz respeito à Igreja, Ela previu que a fé católica na França e no mundo, mesmo na hierarquia católica, iria diminuir bastante, por causa dos muitos pecados dos leigos e do clero. Guerras iriam ocorrer se os homens não se arrependessem, e Paris e Marselha seriam destruídas.

### Crise moral dos sacerdotes
Outro clamor da Virgem é quanto à crise moral e até mesmo litúrgica presente no meio sacerdotal, por culpa de muitos ministros
| “ | Os sacerdotes, ministros de meu Filho, os sacerdotes, por sua má vida, por suas irreverências e sua impiedade em celebrar os santos mistérios, por amor do dinheiro, das honras e dos prazeres, os sacerdotes tornaram-se cloacas de impureza. Sim, os padres pedem vingança, e esta está suspensa sobre as suas cabeças. Desgraçados dos padres e das pessoas consagradas a Deus, as quais, por suas infidelidades e sua má vida crucificam novamente o meu Filho! Os pecados das pessoas consagradas a Deus clamam ao Céu e chamam a vingança e ela está às suas portas, pois não se encontra ninguém para implorar misericórdia, e perdão para o povo; não há mais almas generosas não há mais ninguém digno de oferecer a Vítima sem mancha ao Pai Eterno em favor do mundo. | ” |

## Devoção
O dia de comemoração da Nossa Senhora de La Salette é 19 de Setembro, dia da sua primeira aparição.

### Santuário

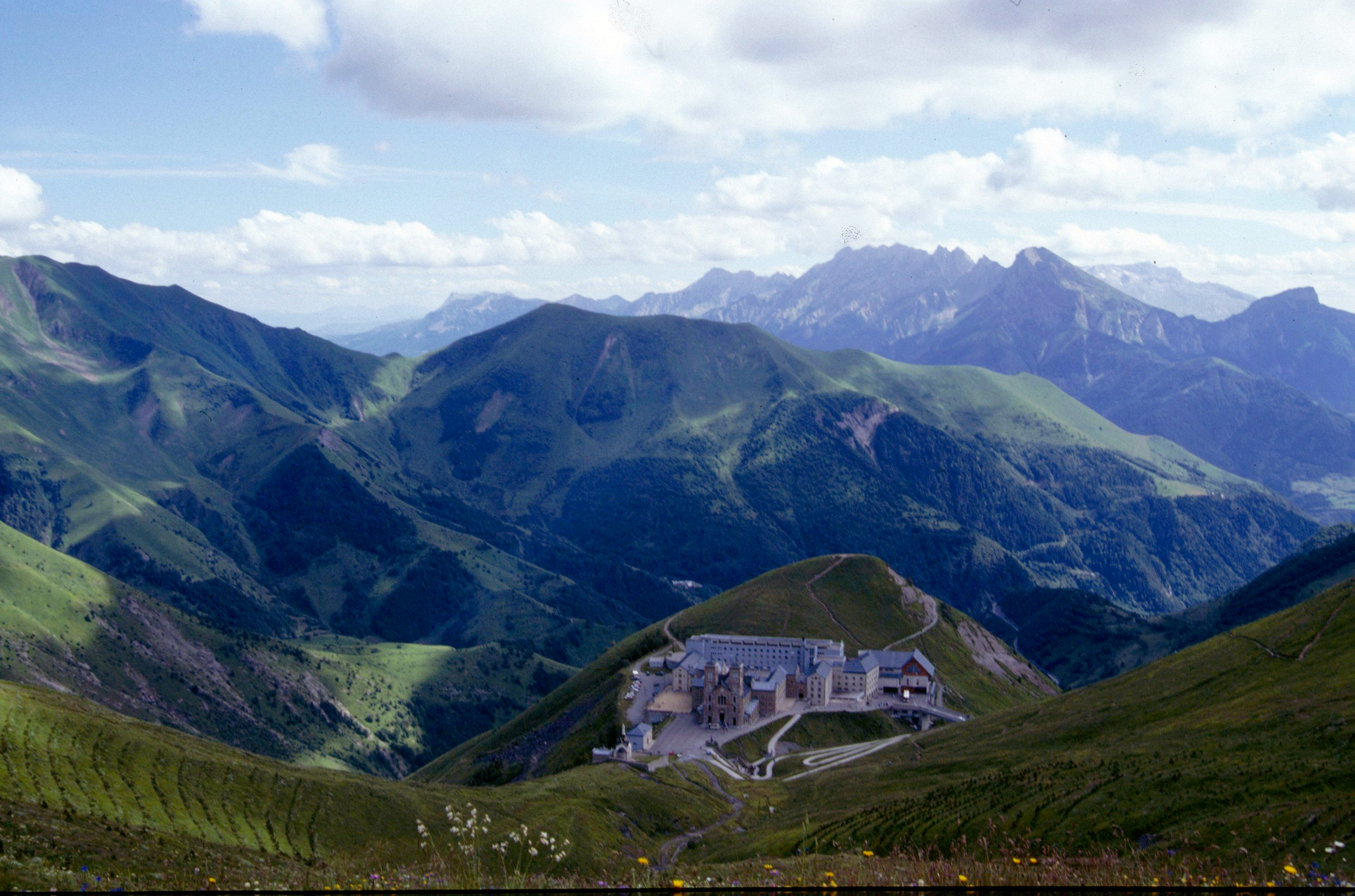
O Santuário de Nossa Senhora na montanha de La Salette.

O Santuário de La Salette está localizado em uma alta pastagem alpina a uma altitude de cerca de 1800 metros, acerca de 25 quilómetros da cidade mais próxima. Agora facilmente acessível por veículos automotores, o santuário opera um serviço de hospedagem com uma variedade de acomodações. A montanha na paisagem ao redor do santuário é espectacular, cercada por uma rede de trilhas para caminhada.
A Basílica de Nossa Senhora de La Salette foi iniciada em 1852, concluída em 1865, e designada basílica em 1879. É uma grande, quase austera igreja, com uma fachada ladeada por duas torres.
No interior da basílica, a nave é delimitada por duas fileiras de colunas bizantinas. Possui três medalhões representando as fases da aparição, os prantos, a mensagem, e a partida. A basílica também inclui um pequeno museu que documenta a história de La Salette.
Fora da Basílica, os peregrinos podem tomar um caminho que conduz ao local da aparição, o chamado Vale da Aparição. Lá existem estátuas de bronze erguidas em 1864, representando as três diferentes fases das aparições.

## Santuários no Brasil
No Brasil, Nossa Senhora da Salete, já conta com santuários no Rio de Janeiro, São Paulo, Marcelino Ramos, Caldas Novas, Várzea Grande, Renascença, Paraná e Salete, Santa Catarina.
O novo Santuário de Nossa Senhora da Salete, inaugurado em 2014, está localizado em Curitiba, no bairro do Bacacheri.
Atualmente a paróquia, passa por obras para receber os peregrinos. O santuário conta, além do aumento físico da igreja, com locais para orações, espaço para peregrinações, áreas de descanso, restaurante e área turística.
O município de Salete (SC) tem sem seu nome em homenagem ao seu santuário dedicado à Nossa Senhora da Salete. O santuário está localizado no topo de uma montanha, e todos os anos durante a Sexta-feira da Paixão, milhares de peregrinos de todo o estado sobem a montanha em procissão de Via Sacra.

### A Cruz
O crucifixo La Salette, usado pela Virgem Maria, tem características especiais, um martelo e um torquês ou alicate.
O martelo simboliza o pecador cravando Jesus na cruz pelos seus pecados e o alicate representa todos nós tentando remover os pregos da cruz pelas nossas vidas virtuosas e pela fidelidade a Jesus.